# Evaza bipars
Evaza bipars är en tvåvingeart som beskrevs av Walker 1856. Evaza bipars ingår i släktet Evaza och familjen vapenflugor. Inga underarter finns listade i Catalogue of Life.